# چیجیندو اوجاه
چیجیندو اوجاه (انگلیسی: Chijindu Ujah؛ زادهٔ ۵ مارس ۱۹۹۴) دونده سرعت اهل بریتانیا است. از افتخارات وی میتوان به کسب مدال طلا دو ۴ در ۱۰۰ متر امدادی در ۲۰۱۷ لندن اشاره کرد.